# Monique Mosser
Pour les articles homonymes, voir Mosser.
Monique Mosser (née en 1947) est une historienne de l’art française, spécialiste de l’architecture et surtout des jardins, en particulier au XVIIIe siècle. Elle est ingénieur au CNRS, rattachée au Centre André-Chastel à Paris.

## Biographie
Elle a été l’élève d’André Chastel à l’Institut d’art et d’archéologie, qui lui propose après sa maîtrise un poste au CNRS. Elle consacre ses premiers travaux à l’architecte Denis Antoine et son hôtel des Monnaies à Paris, puis s’intéresse aux jardins à travers l’étude des fabriques du château de Menars.

En 1977, elle coordonne l’exposition Jardins, 1760-1820. Pays d’illusion, terre d’expérience organisée par la Caisse nationale des monuments historiques et des sites à l'hôtel de Sully à Paris, qui marque les débuts d’un nouveau développement scientifique de l’histoire des jardins en France.
À partir de 1984 et jusqu’en 1995, elle enseigne à l’École nationale supérieure du paysage de Versailles. Elle coordonne avec l'historien de l'architecture Georges Teyssot un groupe international de spécialistes pour rédiger une monumentale Histoire des jardins de la Renaissance à nos jours, qui présente un état des recherches de ce domaine encore novateur. L’ouvrage paraît d’abord en italien, puis l'année suivante en français et en anglais, et enfin en allemand. Avec la paysagiste Isabelle Auricoste et l'architecte Janine Christiany, elle fonde en 1992, au sein de l’École nationale supérieure d’architecture de Versailles, une formation de troisième cycle sur les jardins historiques, qui deviendra le Master « Jardins historiques, patrimoine et paysage », associé à l’université Paris I Panthéon-Sorbonne, et aura formé au bout de vingt ans plusieurs centaines de professionnels à intervenir sur un site paysager d'intérêt historique, artistique ou culturel, qu'il s'agisse de le protéger, le réhabiliter ou le mettre en valeur.

En 1994, elle organise avec le philosophe Philippe Nys, au Centre international d'art et du paysage de Vassivière, un important colloque sur Le Jardin, art et lieu de mémoire, où participent des historiens, philosophes, paysagistes et artistes. Les actes paraissent l’année suivante aux Éditions de l’Imprimeur, où elle crée la collection « Jardins et paysages », dans laquelle sont publiés des essais et traduits des textes fondamentaux.
Fortement engagée dans la défense du patrimoine, elle a eu des responsabilités au niveau national (membre de la VIe Section « Parcs et jardins » de la Commission nationale des monuments historiques, depuis sa création en 1994 jusqu'à sa suppression en 2004, ensuite membre associé à la IIe Section « Travaux » ; membre de la Commission du Vieux Paris) et au niveau international, en tant que membre du Comité scientifique international des paysages culturels, organe du Conseil international des monuments et des sites (ICOMOS) et de la Fédération internationale des architectes paysagistes (IFLA), et experte auprès du Comité du patrimoine mondial. Elle est encore aujourd'hui membre du Comité scientifique consultatif et du jury du Premio Internazionale Carlo Scarpa per il Giardino de la Fondazione Benetton Studi Ricerche (Trévise). Elle est également  membre du GHAMU fondé par le professeur des universités et historien d'art et d'architecture Daniel Rabreau. 
Elle a également collaboré avec des artistes (Gianni Burattoni, Catherine Contour) et des paysagistes tels que Gilles Clément et surtout Pascal Cribier, en particulier pour la réhabilitation du jardin des Tuileries.

## Prix et distinctions
- 2007 : chevalier de l'Ordre national de la Légion d'honneur[10].
- 2010 : Premio Gambrinus « Giuseppe Mazzotti », section Écologie et paysage, pour l'ouvrage Petrarca e i suoi luoghi (Edizioni Fondazione Benetton Studi Ricerche/Canova, 2009), codirigé avec Domenico Luciani[11].
- 2015 : Prix P.J. Redouté 2015 pour L'Imaginaire des grottes dans les jardins européens (Hazan, 2014), rédigé avec Hervé Brunon[12].
- 2015 : Grand Prix de l'Académie française, Prix d'Académie, médaille de vermeil, pour L'Imaginaire des grottes dans les jardins européens, rédigé avec Hervé Brunon[13].

## Ouvrages
- Monique Mosser et Daniel Rabreau, Charles de Wailly, peintre architecte dans l’Europe des Lumières [Catalogue de l’exposition, Paris, Caisse Nationale des Monuments Historiques et des Sites, 1979], Paris, Édition de la Caisse Nationale des Monuments Historiques et des Sites 1979.

- Soufflot et l’Architecture des Lumières [Actes du Colloque international du C.N.R.S. organisé par l’Institut d’Histoire de l’Art de l’Université de Lyon II, Lyon, 18-22 juin 1980], sous la direction de Monique Mosser et Daniel Rabreau, Paris, Ministère de l’Environnement et du Cadre de Vie, Direction de l’Architecture/Centre National de la Recherche Scientifique, coll. « Les Cahiers de la Recherche architecturale », 1980.

- (en) Morbid Symptoms : Arcadia and the French Revolution, photographs by Geoffrey James, afterword by Monique Mosser, Princeton, Princeton Architectural Press, 1986.

- Alexandre-Théodore Brongniart, 1739-1813. Architecture et décor [Catalogue de l’exposition, Paris, Musée Carnavalet, 22 avril-13 juillet 1986], sous la direction de Monique Mosser et Béatrice de Rochebouët, Paris, Paris-Musées, 1986.

- (it) L’architettura dei giardini d’Occidente : dal Rinascimento al Novecento, a cura di Monique Mosser e Georges Teyssot, Milan, Electa, 1990 (réédition 1999, 2005).

- Histoire des jardins de la Renaissance à nos jours, sous la direction de Monique Mosser et Georges Teyssot, Paris, Flammarion, 1991 (version française de L’architettura dei giardini d’Occidente, 1990 ; réédition 2002).

- (en) The History of Garden Design  : The Western Tradition from the Renaissance to the Present Day, edited by Monique Mosser and Georges Teyssot, Londres, Thames and Hudson, 1991 (version anglaise de L’architettura dei giardini d’Occidente, 1990; réédition 2000).

- (en) The Architecture of Western Gardens : A Design History from the Renaissance to the Present Day, edited by Monique Mosser and Georges Teyssot, Cambridge (Mass.), MIT Press, 1991 (version américaine de L’architettura dei giardini d’Occidente, 1990).

- (de) Die Gartenkunst des Abendlandes : von der Renaissance bis zur Gegenwart, hrsg. von Monique Mosser und Georges Teyssot, Stuttgart, Verlags-Ansalt, 1993 (version allemande de L’architettura dei giardini d’Occidente, 1990).

- Fragments énigmatiques. Allégories de J.-C. Delafosse, introduction par Monique Mosser, Paris, Réunion des Musées Nationaux, Musée des Arts Décoratifs, 1994.

- Le Jardin, art et lieu de mémoire [Actes du colloque de Vassivière-en-Limousin, septembre 1994], sous la direction de Monique Mosser et Philippe Nys, Besançon, Les Éditions de l’Imprimeur, 1995.

- Thomas Blaikie, Sur les terres d'un jardinier. Journal de voyages, 1775-1792, traduit de l’anglais par Janine Barrier, annoté par Janine Barrier et Monique Mosser, Besançon, Les Éditions de l’Imprimeur, coll. « Jardins et paysages », 1997.

- Des Jardins, sous la direction de Monique Mosser, numéro spécial de la Revue de l’Art, no 129, 2000.

- Hadrien, empereur et architecte : la Villa Hadrien. Tradition et modernité d’un paysage culturel [Actes du colloque international organisé par le Centre culturel du Panthéon, en collaboration avec la Mairie de Paris], sous la direction de Monique Mosser et Henri Lavagne, Genève, Vögele, 2002.

- Les Éléments et les métamorphoses de la nature. Imaginaire et symbolique des arts dans la culture européenne du XVIe au XVIIIe siècle [Actes du colloque international de Bordeaux, 17-21 septembre 1997], textes réunis et présentés par Hervé Brunon, Monique Mosser et Daniel Rabreau, Bordeaux et Paris, William Blake & Co, Art & Arts / Université Paris 1 Panthéon-Sorbonne, coll. « Annales du Centre Ledoux », Tome IV, 2004.

- William Chambers, Aux jardins de Cathay : l’imaginaire anglo-chinois en Occident, textes réunis et présentés par Janine Barrier, Monique Mosser et Che Bing Chiu, Besançon, Les Éditions de l’Imprimeur, coll. « Jardins et Paysages », 2004.

- Le Jardin de Méréville, photographies de Jacqueline Salmon, texte de Monique Mosser, Paris, L’Yeuse, 2004.

- Ernest de Ganay. Entre bibliothèque et jardin, textes réunis et présentés par Monique Mosser et Josiane Sartre, inventaire du fonds d’archives par Richard Cemé, Besançon/Paris, Les Éditions de l’Imprimeur / Les Arts décoratifs, 2005.

- Hervé Brunon et Monique Mosser, Le Jardin contemporain. Renouveau, expériences et enjeux, Paris, Éditions Scala, coll. « Tableaux choisis », 2006 (réédition 2011).

- Petrarca e i suoi luoghi. Spazi reali e paesaggi poetici alle origini del moderno senso della natura [Actes du colloque international organisé par la Fondazione Benetton Studi Ricerche, Arquà-Trévise (Italie), 4-5 février 2005], a cura di Domenico Luciani e Monique Mosser, Trévise, Edizioni Fondazione Benetton Studi Ricerche/Canova, coll. « Memorie », 2009.

- Hervé Brunon et Monique Mosser, L’Art du jardin du début du XXe siècle à nos jours (avec de contributions d´Anne Cauquelin, Philippe Vacher et Cyrille Javary), Paris, Centre national de la documentation pédagogique, coll. « Baccalauréat arts plastiques », 2011.
- Hervé Brunon et Monique Mosser, L'Imaginaire des grottes dans les jardins européens, Paris, Hazan, 2014.

- Christian Albenque, David Bellamy, Monique Mosser, Alain-Charles Perrot et Gérald Rémy, L'Hôtel de Matignon, La Documentation française, 2018.